# Sirivannavari di Thailandia
Sirivannavari di Thailandia (in thailandese สิริวัณณวรี นารีรัตนราชกัญญา, Siriwanwari Narirat Ratchakanya; in italiano: Sirivannavari Nariratana Rajakanya di Thailandia; Bangkok, 8 gennaio 1987) è una principessa thailandese, unica figlia femmina del Re Vajiralongkorn di Thailandia (Rama X) con la sua ex seconda moglie, Sujarinee Vivacharawongse, però Rama X con la sua prima ex moglie ha avuto un'altra figlia femmina, Bajhrakitiyabha.

## Biografia

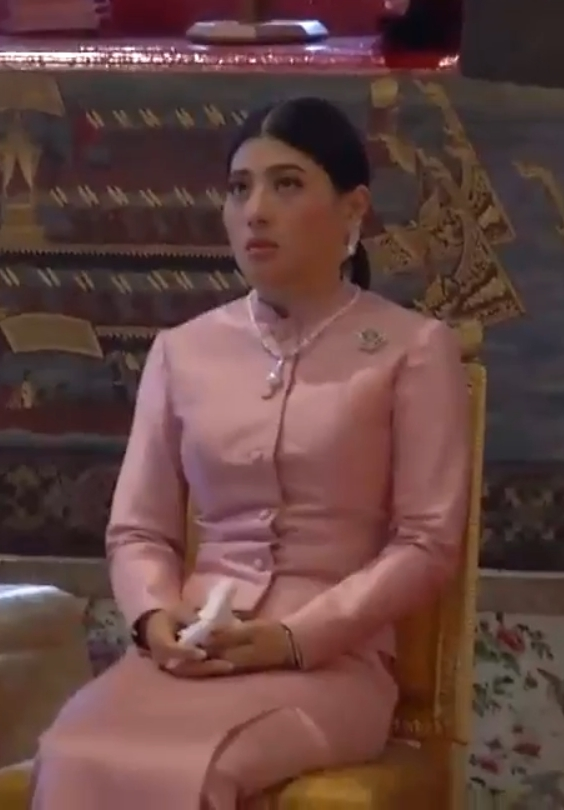
La Principessa Sirivannavari nel 2018.

### Infanzia e primi anni
Sirivannavari nacque l'8 gennaio 1987 quando i suoi genitori, il principe ereditario Vajiralongkorn di Thailandia e la sua compagna Sujarinee Vivacharawongse non erano ancora sposati. Il suo titolo era inizialmente Mom Chao (Sua Altezza Serenissima) la principessa Busyanambejra (in thailandese: บุษย์น้ำเพชร มหิดล), che in seguito cambiò in Mom Chao (Sua Altezza Serenissima) la principessa Chakkrityapha (in thailandese: จักรกฤษณ์ยาภา มหิดล) e che in seguito cambiò nuovamente in Mom Chao (Sua Altezza Serenissima) la principessa Sirivannari (in thailandese: สิริวัณวรี มหิดล), per ordine della Regina Sirikit Kitiyakara.
La principessa è l'ultima di quattro figli maschi. I suoi genitori si sposarono nel 1994, ma divorziarono nel 1996 e sua madre si trasferì nel Regno Unito con Sirivannavari e i suoi fratelli. Poco tempo dopo, suo padre ordinò il rapimento di Sirivannavari e il suo ritorno in Thailandia. I fratelli di Sirivannavari vennero privati dei titoli, disconosciuti dal padre e rimossi dalla linea di successione.
Fu elevata allo status di "Sua Altezza Reale" tramite decreto reale di suo nonno, re Bhumibol Adulyadej, il 15 giugno 2005.

### Studi
Sirivannavari si è laureata con un Bachelor of Arts presso l'Università Chulalongkorn e un master in design presso l'"École de la chambre syndicale de la couture parisienne".

### Vita privata

#### Sport
Sirivannavari ha rappresentato la Thailandia nel badminton nel 2005 ai 23 Giochi del Sud-Est Asiatico nelle Filippine, vincendo un oro a squadre. In questo, segue le orme di suo nonno, Re Bhumibol Adulyadej, che ha rappresentato il suo paese in eventi velici internazionali. Un torneo di badminton che ha fatto il suo debutto nel 2016, il "Thailand Masters", è stato nominato in suo onore come il "Princess Sirivannavari Thailand Masters".
Sirivannavari ha iniziato a cavalcare cavalli all'età di nove anni. Si è formata in Francia presso l'"International Moniteur d'Equitation", "Le Cadre Noir de Saumur". Ha gareggiato come membro della "Thai equestrian sports team" nel 2013 e 2017 ai Giochi del Sud-est asiatico.

#### Moda
Nel 2007, Sirivannavari è stata invitata da Pierre Balmain, il couturier francese, a presentare la sua sfilata a Parigi. La sua collezione di debutto a Parigi si intitola "Presence of the Past", che attinge ai ricordi della nonna reale oltre a dare un'interpretazione moderna al costume tradizionale thailandese. L'anno seguente, ha presentato la sua sfilata di moda a Parigi. Ha disegnato un abito indossato da un  concorrente thailandese nella "Parata del Miss Universo Thailandia 2018". L'utente di YouTube Wanchaleom Jamneanphol è stato successivamente minacciato di essere perseguito ai sensi della legge sulla lesa maestà in Thailandia, dopo aver descritto l'abito come brutto.
Ha un marchio di abbigliamento personale, chiamato "Sirivannavari". La Principessa Sirivannavari ha creato un marchio di decorazione personale chiamato "Sirivannavari Maison".

#### Popolarità
Nel 2008, Sirivannavari è stata inclusa come sedicesima nella lista dei "20 Hottest Young Royals", compilata dalla rivista di economia Forbes.

## Titoli, trattamento e stemma

### Stemmi

La bandiera reale della Principessa Sirivannavari di Thailandia
Il monogramma personale della Principessa Sirivannavari di Thailandia

### Titoli e trattamento
- 8 gennaio 1987 – 1997: Sua Altezza Serenissima la principessa Busyanambejra di Thailandia
- 1997 – 1997: Sua Altezza Serenissima la principessa Chakkrityapha di Thailandia
- 1997 – 15 giugno 2005: Sua Altezza Serenissima la principessa Sirivannavari di Thailandia
- 15 giugno 2005 – 5 maggio 2019: Sua Altezza Reale la principessa Sirivannavari Nariratana di Thailandia
- dal 5 maggio 2019: Sua Altezza Reale la principessa Sirivannavari Nariratana Rajakanya di Thailandia